# Basílica Santuário Nossa Senhora de Nazaré
A Basílica Santuário de Nossa Senhora de Nazaré do Desterro ou mais conhecida como Basílica de Nossa Senhora do Nazaré ou simplesmente Basílica de Nazaré, é um templo religioso católico localizado em Belém, na capital do estado de Pará e ela começou a ser erguida em 1909, no lugar onde foi encontrada a imagem de Nossa Senhora de Nazaré por Plácido José de Souza (cujas origens são controversas, havendo versões de que se trataria de um fidalgo) na cidade de Belém, no estado do Pará, às margens do Igarapé Murutucu.
Durante o Círio de Nazaré a chamada Imagem Peregrina (uma réplica da imagem encontrada por Plácido, esculpida na década de 1960 pelo italiano Giacomo Muzner, com traços das mulheres amazônicas) sai da Catedral Metropolitana de Belém e segue em procissão até a Basílica.
O atual templo, marcado por diversos estilos arquitetônicos, cujos mais fortes são o neoclássico e o eclético, começou a ser construído em 1909, com a colocação de sua pedra fundamental em 24 de outubro daquele ano pelo então arcebispo de Belém Dom Santino Maria Coutinho. Na ocasião, o poeta maranhense Euclides Farias apresentou ao público o hino “Vós sois o lírio mimoso”, que se tornou o hino oficial em louvor à Virgem de Nazaré, por lei considerada como “Rainha da Amazônia”, e que os carrilhões da Basílica tocam todos os dias, às 6h, 12h e 18h.
A Basílica de Nazaré é uma das únicas basílicas da Amazônia Brasileira, juntamente com a Basílica Menor de Santo Antonio de Borba em Borba, no estado do Amazonas e a Basílica São Sebastião (Carutapera), na cidade de Carutapera, no estado do Maranhão.
Sua história, seu simbolismo e sua importância religiosa exercem uma profunda influência no imaginário religioso paraense. Elevada no dia 31 de maio de 2006 à categoria de Santuário Mariano Arquidiocesano, passou a denominar-se Basílica Santuário de Nossa Senhora de Nazaré. E em 1992, a Basílica foi colocada entre as construções tombadas pelo Patrimônio Histórico do Estado do Pará. Está à frente, na administração, os padres Barnabitas

## História
Desde o século XVIII, muitos fiéis peregrinavam até a pequena ermida que se encontrava ao lado do Rio "Murutucu". Tal ermida fora erguida por seguidores da imagem encontrada pelo caboclo Plácido. A cabana ficava na área periférica da cidade, à época, e era muito visitada principalmente por ribeirinhos e desvalidos. A devoção, com o tempo, se estendeu para as classes mais nobres e chegou ao conhecimento da igreja, que ratificou a devoção e, por intermédio do Arcebispo de Belém, Dom Santino Maria Coutinho, delegou aos padres barnabitas (que já tomavam conta da ermida desde o século XIX) no ano de 1905, a responsabilidade da construção de uma locação mais organizada e digna da fé da população, além de se haver uma urgência em encontrar um local maior para abrigar o grande número de fiéis que crescia sem cessar.
Para que o projeto inicial fosse para frente, primeiro foram cortados gastos e arrecadados recursos com o intuito de tornar tal obra realidade. Muitos beneficiários da paróquia acabaram perdendo seus créditos, pois muitos eram aproveitadores do fundo da igreja e pilhavam os bens que deveriam ser destinados a obras de caridade e para a construção do templo. Em 1908, o Visitador Geral da Ordem, Pe. Luigi Zoia, chegou em Belém para continuar sua inspeção da Província geral do Brasil (Como era chamada uma zona catequética para a igreja), sendo informado dos barnabitas sobre tal obra. Zoia encantou-se com a ideia e decidiu contribuir com a construção do templo. Ele entrou em contato com os arquitetos italianos Gino Coppede e Giuseppe Predasso, pedindo-lhes o projeto de uma Igreja consagrada a Nossa Senhora de Nazaré do Desterro, inspirado na Santíssima Basílica de São Pedro do Vaticano. Coppede nunca esteve em Belém, enviando os esboços, os projetos, e copiando tudo o que achava de mais belo nas igrejas italianas para a sua própria. Ele estava empenhado, pois era um artista dedicado ao movimento do Art Nouveau, mas abriu uma exceção, indo para o Neoclássico. Além disso, era a única igreja de toda a sua história com arquiteto e projetista.
Em 1909, fora lançada a pedra fundamental. A igreja recebia, com muita dificuldade, todo o material vindo da Europa, com sacrifícios do Padre Zoia, que pedia a intendência e ao intermédio dos barões da borracha, a ajuda para a isenção fiscal dos materiais que ficavam estacionados na alfândega. A Igreja só foi acabada depois da Segunda Guerra Mundial, enfrentando os dois períodos de conflitos (Primeira e Segunda Guerra, quando houve crise econômica e o comércio foi interrompido), a crise da borracha no Pará, a Revolução de 1930 e o Estado Novo. Atualmente, ela é a única Basílica da Amazônia brasileira e a que recebe o maior número de contingente do Norte da América do Sul, principalmente durante o período da Quadra Nazarena, onde ocorre a festa do Círio de Nazaré.
O Papa Pio XII aprovou a Coroação canônica da imagem de Nossa Senhora de Nazaré venerada na Basílica. A Bula Papal, Comperimus Sane Perlibenter, que autorizou a coroação da estátua foi emitida em 9 de julho de 1953. A cerimônia de coroação ocorreu na Solenidade da Assunção em 15 de agosto do mesmo ano.
A igreja auxíliou na elevação dos preços das moradias na região, além de tornar a área um local disputado. Ela é uma construção imponente, mesmo em meio a variados prédios advindos da verticalização que ocorrera em Belém dos anos 1970 até a atualidade. Junto com o Colégio Gentil Bittencourt, as Casas dos antigos barões da borracha e o Museu Emilio Goeldi, formam o Conjunto arquitetônico do bairro de Nazaré.

## A igreja

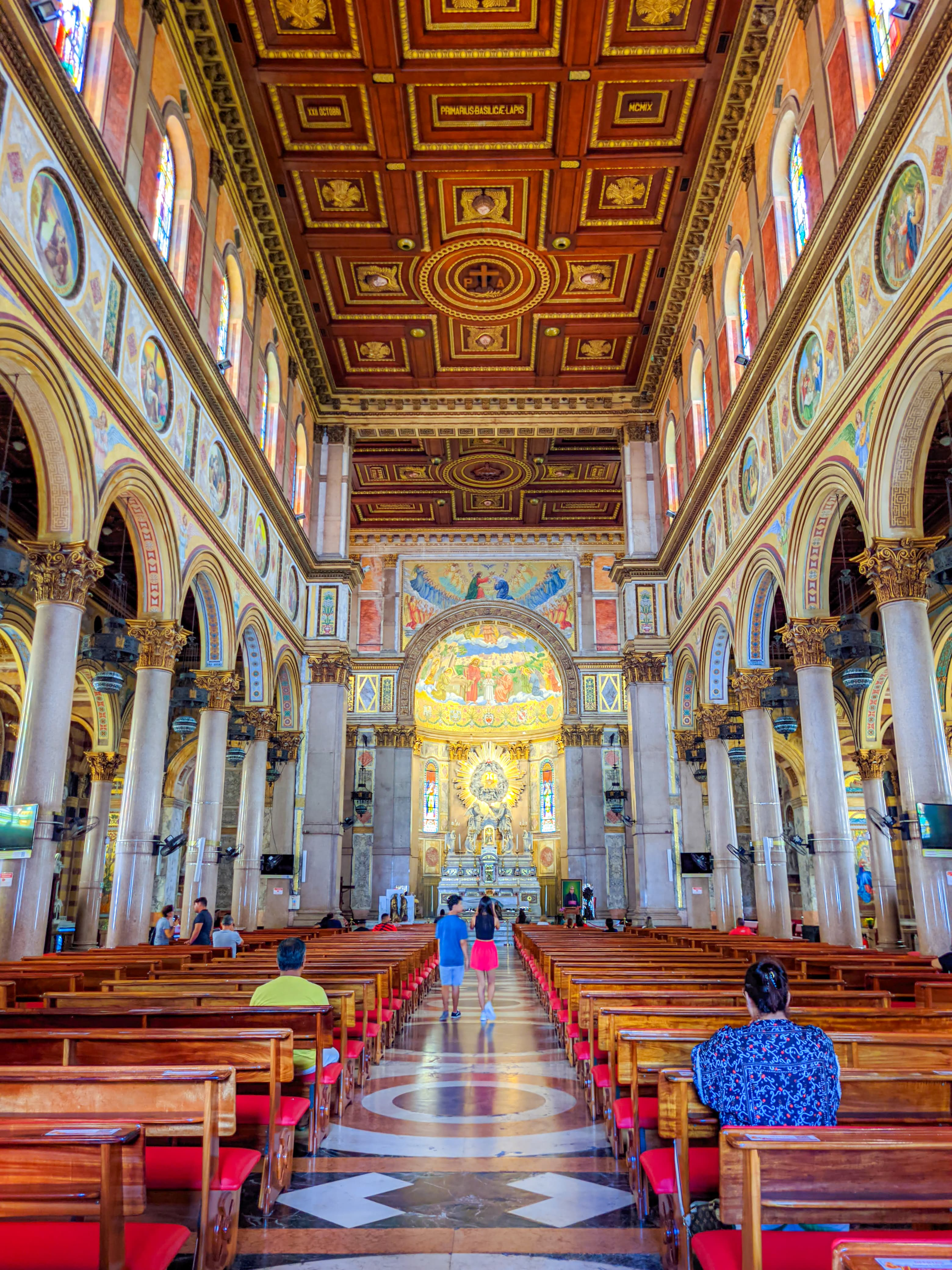
Visão interna

A Basílica Santuário Nossa Senhora de Nazaré é uma das igrejas mais belas de Belém, apresenta o estilo neoclássico e abriga uma grande quantidade de mármore. Hoje, quem vem no segundo domingo de Outubro para o Círio de Nazaré vê milhares de fiéis, turistas e romeiros de todas as partes do Brasil e do mundo prestigiando a festividade do Círio de Nazaré. A procissão do Círio começa na Catedral de Belém e acaba na Basílica. O Círio de Nazaré é a maior procissão católica do mundo, com um número de dois milhões de acompanhantes de todas as procissões durante todo o ano.
A imagem original da santa permanece no Glória (espaço elevado ornado com anjos e esplendores) durante o ano todo, sendo retirada somente no dia da missa após a procissão da Motoromaria para a apresentação dos fiéis. A Basílica recebe as missas comuns, casamentos e celebrações rotineiras de todo o ano litúrgico. São os coroinhas da basílica que vão a frente da procissão do círio todos os anos.
Quem vem a Belém e é católico não pode deixar de visitar essa igreja. Hoje a Basílica é um dos principais patrimônios históricos de Belém. Em sua fachada, apresenta duas inscrições em latim. A inscrição superior Deiparae Virgini a Nazareth significa "Virgem de Nazaré Mãe de Deus", e a inscrição inferior Salve Regina Mater Misericordiae significa "Salve Rainha Mãe de Misericórdia".

## Detalhes Arquitetônicos
Segundo levantamento em pesquisa das Organizações Rômulo Maiorana, a Basílica possui:
- 5 naves;
- 62 m de comprimento;
- 24 m de largura x 20 m de altura;
- 2 torres, com 42 m de altura;
- 32 colunas de granito maciço;
- 54 vitrais;
- 38 medalhões em mosaico de 1,5 metro de diâmetro (principais momentos da vida da santa, incluindo as aparições);
- 19 estátuas de puro mármore de Carrara;
- 2 candelabros de bronze (vindos de Milão);
- 24 lampadários venezianos;
- 9 sinos eletrônicos. Conjunto de sinos mais antigo e completo do pais. O maior, pesando 2,8 ton e medindo 1,80 de diâmetro, situa-se na torre a direita ao lado do quartel. Os demais ficam na torre da esquerda. Cada sino tem a imagem e nome de um padroeiro relacionado a cada nota musical;
- 1 órgão com três teclados e 1 100 tubos. Resistindo ao clima amazônico;
- 1 Capela com os restos mortais do padre Afonso Di Giorgio, situada ao lado direito da entrada;
- 1 Batistério, situado ao lado esquerdo;

## Curiosidade
- Nos anos 60, o vigário padre Miguel Giambelli transformou os sinos da Basílica nos primeiros sinos eletrônicos do Brasil.
- O sambista Dominguinhos do Estácio se casou na Basílica de Nossa Senhora de Nazaré.
- Em 1992, a Basílica foi colocada entre as construções tombadas pelo Patrimônio Histórico do Estado do Pará.

## Ver Também
- Círio de Nazaré
- Basílica São Sebastião (Carutapera)

## Ligações Externas
- Basílica de Nazaré (Oficial)